# سیارک ۲۰۴۶۷
سیارک ۲۰۴۶۷ (به انگلیسی: 20467 Hibbitts، نامگذاری:1999MX1) بیست هزار و چهارصد و شصت و هفتمین سیارک کشف شده‌است که در ۲۰ ژوئن ۱۹۹۹ کشف شد.
قدر مطلق سیارک برابر ۱۸.۶ است.